# Musica per videogiochi
(Kōji Kondō)

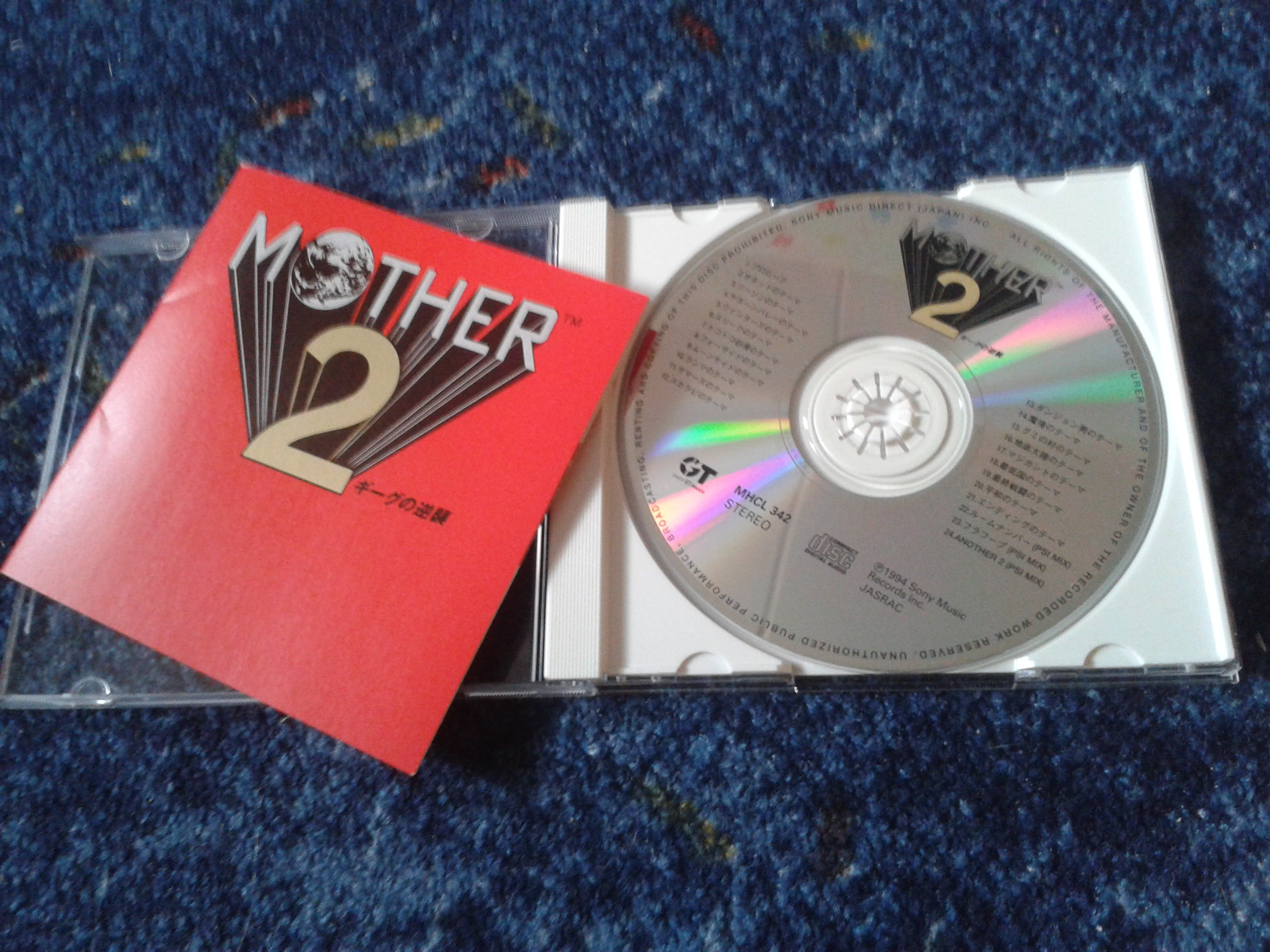
CD contenente la colonna sonora del videogioco di ruolo EarthBound. Questa edizione è uscita solo in Giappone.

Nata dalle prime melodie dei sintetizzatori, la musica per videogiochi è divenuta con il passare del tempo sempre più complessa soprattutto grazie all'evoluzione tecnologica dei mezzi adoperati per comporla.
A partire dal XXI secolo, sono aumentate le vendite delle colonne sonore di videogiochi nonché i concerti dedicati ad esse.
Alcuni autori recenti di musica per videogiochi includono Trent Reznor, Hans Zimmer e Michael Giacchino conosciuti anche in ambito cinematografico.

## Storia

### Le prime tecnologie dei videogiochi e la computer chip music
I videogiochi emersero come forma di intrattenimento popolare lungo gli ultimi anni settanta (il periodo delle console di seconda generazione), e la loro musica era registrata su musicassetta o dischi in vinile. Un altro metodo più economico per realizzarla consisteva nell'adoperare un chip, che sostituiva gli impulsi elettrici del codice di un computer a onde sonore analogiche. Fra i primi esempi di musica videoludica realizzata secondo quella modalità vi sono i titoli d'apertura di Gun Fight, realizzati nel 1975 da Tomohiro Nishikado.
Le prime musiche per videogiochi erano generalmente monofoniche, suonate adoperando apparecchiature quali computer e sintetizzatori, e venivano messe in loop, oppure riprodotte fra un livello e l'altro. Alcuni esempi includono i titoli di Pac-Man della Namco (1980) composti da Toshio Kai o quelli di Pole Position (1982) di Nobuyuki Ohnogi. Il primo videogioco a presentare una colonna sonora dotata di un sottofondo continuo fu quella di Space Invaders della Taito Corporation (1978), realizzata da Tomohiro Nishikado. Essa presentava quattro semplici note di croma basse, discendenti, e ripetute in un loop che diveniva sempre più veloce; la prima colonna sonora videoludica a contenere invece un sottofondo continuo e melodico fu quella di Rally-X della Namco, uscito nel 1980.

### L'evoluzione delle tecnologie negli anni ottanta
A partire dal 1980, alcuni videogiochi iniziarono a adoperare, oltre ai sintetizzatori e ai computer, apparecchiature digitali e campionamenti per fare musica. Rally-X della Namco, uscito nel 1980, fu probabilmente il primo videogame a presentare una colonna sonora realizzata con un convertitore di segnale analogico (DAC) per riprodurre note campionate. Durante lo stesso periodo, l'introduzione delle apparecchiature dotate di sintesi FM, commercializzate dalla Yamaha attraverso i suoi sintetizzatori digitali e chip sonori FM, aumentarono le possibilità nel comporre musica videoludica.

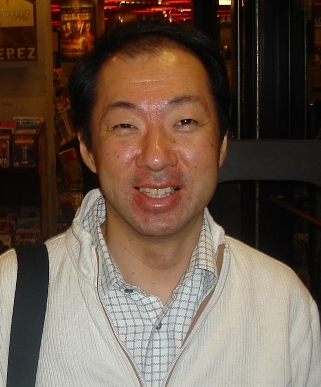
Kōji Kondō, uno dei compositori musicali di videogiochi più acclamati, noto per aver concepito negli anni 80, utilizzando anche il sintetizzatore, il famigerato Super Mario Bros. Theme e in una sola notte l'intera colonna sonora di The Legend of Zelda.

Oltre ai giochi arcade, avvennero importanti innovazioni anche nella musica dei giochi per PC, grazie alle schede audio FM digitali, presenti in computer giapponesi quali NEC PC-8801 e PC-9801 della Yamaha, che permisero alle musiche di essere ulteriormente complesse. Queste schede audio permettevano di "riprodurre un suono caldo e piacevole" che musicisti quali Yuzo Koshiro e Takeshi Abo utilizzarono per comporre musica oggi riconosciuta come chiptune. L'adozione su larga scala di quelle schede nei videogiochi permise anni dopo gli sviluppi dell'era 16 bit.
Contemporaneamente, una nuova generazione di console sarebbe emersa, generando cambiamenti importanti nel modo di fare musica per videogiochi: CPU come il Motorola 68000 e i chip sonori della serie Yamaha YM aggiunsero nuovi "canali" che perfezionarono la qualità dei suoni. Il primo gioco a presentare musiche realizzate grazie a queste nuove tecnologie fu probabilmente Carnival della SEGA, uscito nel 1980. Le sue musiche, includenti una versione elettronica della composizione classica Over the Waves di Juventino Rosas, vennero suonate adoperando un chip AY-3-8910.
Frogger, un gioco della Konami uscito nel 1981, fu uno dei primi a presentare un considerevole numero di brani (in questo caso undici) che contribuivano a rendere la colonna sonora dinamica. Il seguente Dig Dug della Namco (1982) presenta espedienti simili e include una musica che si interrompe ogniqualvolta lo fa il protagonista controllato dal giocatore. Le musiche di Dig Dug vennero composte da Yukiro Keino, che realizzò anche brani per altri videogiochi della Namco quali Xevious (1982) e Phozon (1983).
Nonostante i progressi tecnici, nella prima parte del decennio il sonoro, e in particolare la musica ancor più degli effetti, aveva ancora un ruolo secondario, per via dei limiti generali delle macchine da gioco. La memoria era poca e spesso sfruttata fino all'ultimo, e i game designer dovevano dare priorità alle meccaniche di gioco, poi alla grafica e poi agli effetti sonori necessari, lasciando per ultimo l'accompagnamento musicale, visto come un arricchimento opzionale quando le risorse lo consentivano.
Lungo la seconda metà degli anni ottanta, la commercializzazione di videogiochi dotati di software sempre più potenti permise un considerevole miglioramento della qualità sonora delle loro musiche. Compositori rappresentativi che le realizzarono in questi anni includono Nobuo Uematsu (Final Fantasy), Kōji Kondō (Super Mario Bros., The Legend of Zelda), Kōichi Sugiyama (Dragon Quest), Miki Higashino (Gradius, Yie Ar Kung-Fu, Teenage Mutant Hero Turtles), Hiroshi Kawaguchi (Space Harrier, Hang-On, Out Run), Rob Hubbard (Monty on the Run, International Karate), Hirokazu Tanaka (Metroid, Kid Icarus, EarthBound), Martin Galway (Daley Thompson's Decathlon, Stryker's Run, Times of Lore), Yuzo Koshiro (Dragon Slayer, Ys, Shinobi, ActRaiser, Streets of Rage), Mieko Ishikawa (Dragon Slayer, Ys), e Ryu Umemoto (colonne sonore di alcune visual novel e giochi shoot 'em up). A partire dalla fine dello stesso decennio, la musica dei videogiochi iniziò ad essere venduta su larga scala in Giappone: il fenomeno spinse compagnie videoludiche statunitensi, quali la Sierra, la Cinemaware e la Interplay, a dare maggiore importanza alla qualità artistica della musica videoludica.

### Gli anni novanta
Mentre le console casalinghe si avvicinavano alla quarta generazione (o era dei 16-bit), quell'approccio ibrido continuò ad essere usato. Nel 1988 la console Sega Mega Drive offrì, fra le altre innovazioni, una grafica avanzata ed una sintesi sonora perfezionata rispetto a quelle dei supporti precedenti. Il compositore Yuzo Koshiro utilizzò l'hardware del Mega Drive per comporre "brani progressivi, techno, e orecchiabili molto evoluti" presenti, ad esempio, in serie di giochi quali The Revenge of Shinobi (1989) e Streets of Rage. In particolare la colonna sonora di Streets of Rage 2 (1992), è considerata rivoluzionaria grazie alla sua "miscela di musica house, sporche linee di basso, e tessiture elettroniche della musica trance". Un altro compositore importante per le ultime colonne sonore basate sui sintetizzatori FM fu Ryu Umemoto, autore di musiche di numerosi videogiochi shoot 'em up e visual novel degli anni novanta.
Nel 1989 venne intanto realizzato Ys I & II, la cui colonna sonora è tuttora ritenuta una delle più influenti della storia dei videogiochi.

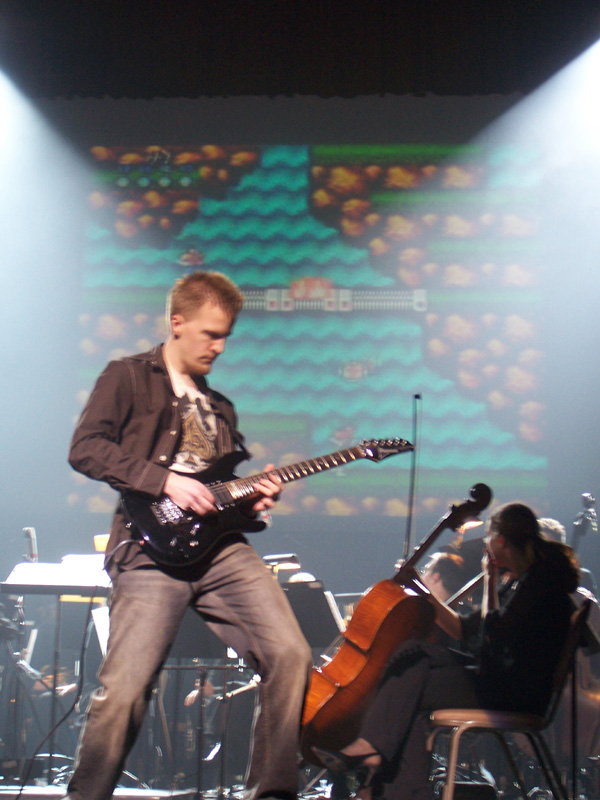
Il chitarrista Chris Kline esegue il tema musicale "Jungle Jam", tratto dallo shoot 'em up Contra, al Video Games Live.

A partire dagli anni novanta, la musica per videogiochi iniziò a presentare sonorità realizzate con strumenti musicali veri e propri. Questo fu dovuto all'evoluzione dei computer che divennero, grazie alle capacità di contenimento dei dati dei giochi sempre più rapidi e potenti. Una delle prime console a presentare "passi avanti" in questo senso fu la Sega Mega CD commercializzata in Giappone nel 1991.
Nello stesso anno l'Atari pubblicò la console Jaguar, un supporto da 64 bit composto da due coprocessori di 32 bit ciascuno, mentre la prima PlayStation introdusse nelle colonne sonore elementi prima inesistenti quali il riverbero. Oltre ad essere considerata una delle migliori colonne sonore videoludiche, quella di Final Fantasy VI, realizzata da Nobuo Uematsu nel 1994, dimostrò la crescente sofisticatezza della musica per videogiochi.
Un'importante innovazione dall'occidente è IMUSE, un motore di gioco che controlla la musica del videogioco in tempo reale inventato da Michael Land e Peter McConnell per LucasArts.

## L'influenza della musica per videogiochi nella musica popolare, nella cultura e nello sport
Nella musica popolare, i suoni e le musiche videoludiche hanno ispirato numerosi musicisti. La musica dei giochi arcade ha influito in molta musica pop, hip hop, ed electro. I giochi arcade influirono sui pionieri del synth pop Yellow Magic Orchestra, che campionarono la musica di Space Invaders nel loro brano Computer Game. La formazione influì, a sua volta, in molta musica videoludica realizzata durante gli anni ottanta.
Alcune canzoni pop basate sui suoni tratti da Space Invaders includono Disco Space Invaders (1979) di Funny Stuff, Space Invaders (1980) di Playback, e i brani di successo Space Invader (1980) dei Pretenders e Space Invaders (1980) di Uncle Vic. Buckner & Garcia produssero un album di successo dedicato alla musica dei videogiochi nel 1982, Pac-Man Fever. Il fondatore degli Yellow Magic Orchestra, Haruomi Hosono, pubblicò nel 1984 un album basato interamente sui campionamenti tratti dai videogiochi intitolato Video Game Music, uno dei primi dischi di musica chiptune e, più in generale, di "videogame music". Il disco Testone (1990), pubblicato dagli Sweet Exorcist (Richard Kirk e Richard Barratt) presenta campionamenti tratti dai suoni videoludici di Computer Game degli Yellow Magic Orchestra, ed è considerato una pietra miliare della musica bleep techno.
In tempi più recenti, i "ritmi videoludici" sono apparsi anche in canzoni quali Tik Tok di Kesha, il singolo più venduto del 2010, U Should Know Better di Robyn e Snoop Dogg, ed Hellbound di Eminem. La musica dei videogiochi ha anche influito su musicisti electronica quali Dizzee Rascal e Kieran Hebden. Fra gli stili musicali più legati alla musica dei videogiochi vi sono il grime, che presenta campionamenti tratti da colonne sonore videoludiche del passato, il Nintendocore, e lo Skweee.
Eric Barone, ideatore del videogioco Stardew Valley, ha ideato il Festival of Seasons, tour di concerti nel quale la musica dei videogiochi viene suonata da un’orchestra sinfonica. Il tour, che ha fatto il giro del mondo, ha toccato anche l’Italia.
Musiche videoludiche sono talvolta utilizzate nello sport. Il due volte campione olimpico Yuzuru Hanyū ha pattinato su un arrangiamento orchestrale di "Megalovania", dalla colonna sonora di Undertale. Altri brani da lui interpretati fanno parte delle colonne sonore di Time Travelers, Final Fantasy IX e X e Lufia II: Rise of the Sinistrals. Fra i pattinatori che hanno pattinato su brani creati per i videogiochi vi sono Tat'jana Volosožar e Maksim Tran'kov (Super Mario Bros.), Sui Wenjing e Han Cong (Plants vs Zombies), Tessa Virtue e Scott Moir (Child of Light) e Kevin Reynolds (Chrono Trigger, The Legend of Zelda, Final Fantasy IV e Ni no kuni).